# Minicity

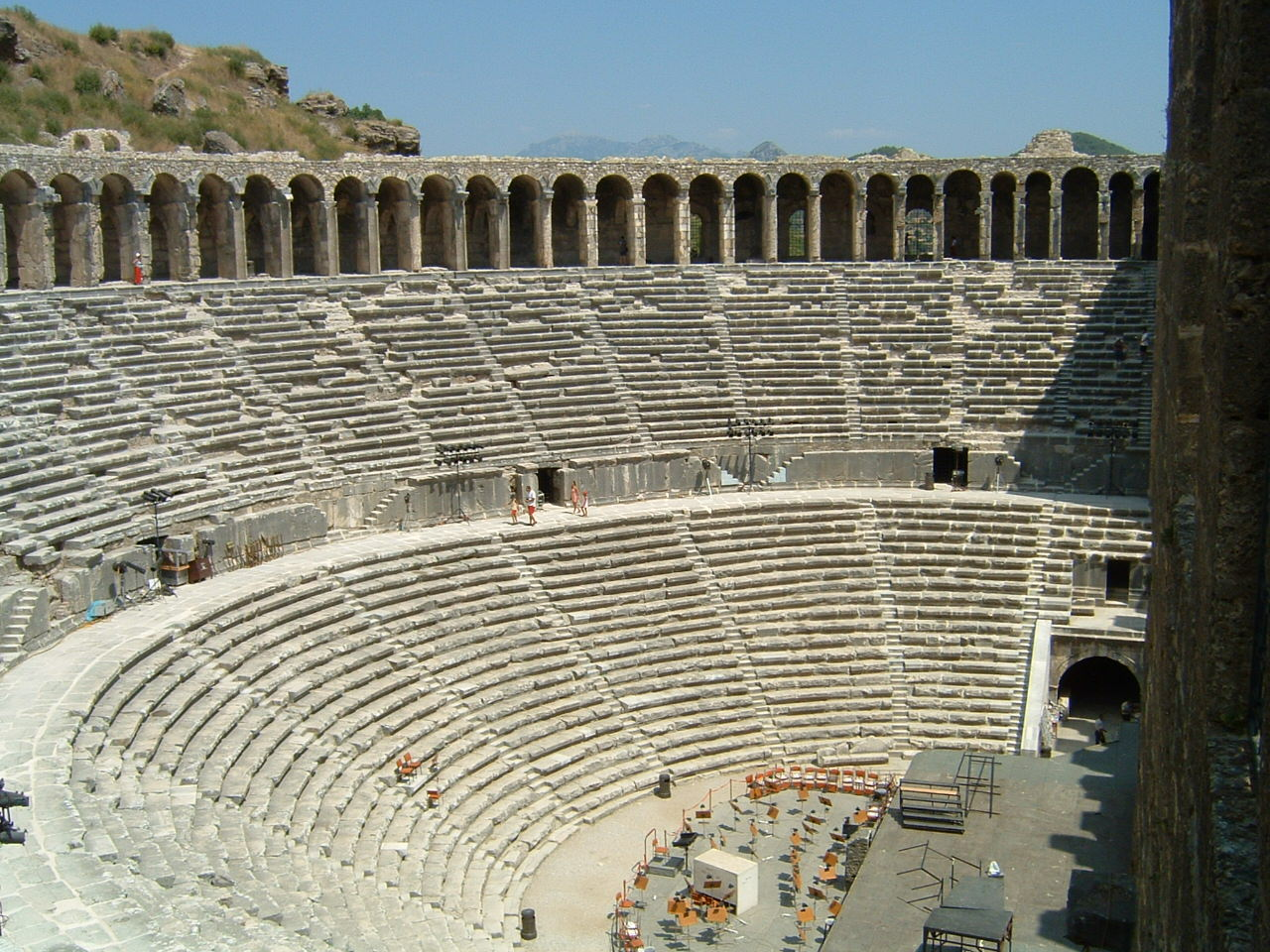
Theater von Aspendos

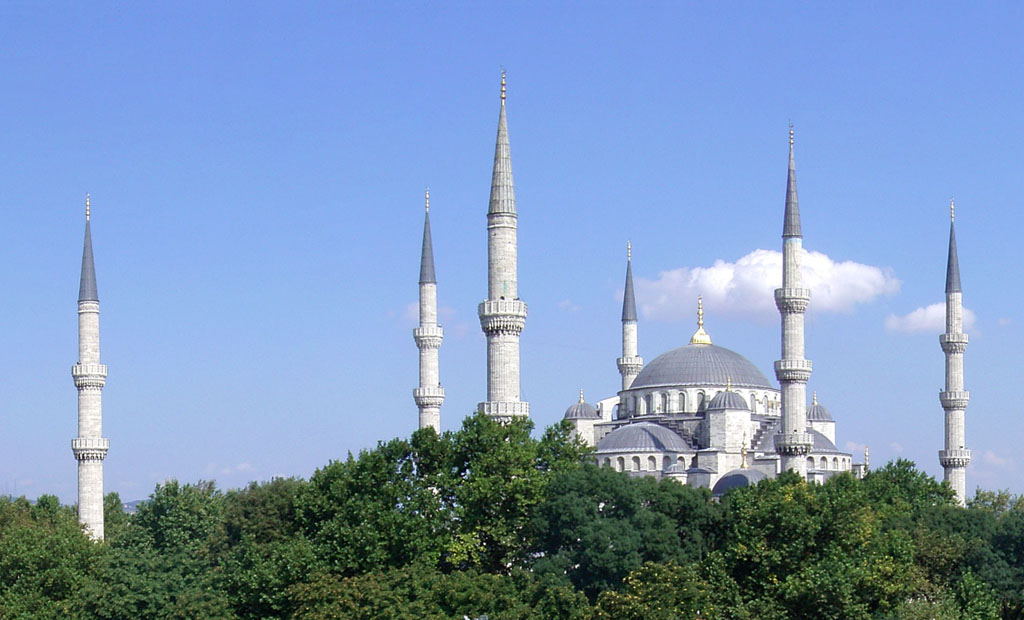
Sultan Ahmet Moschee, Istanbul

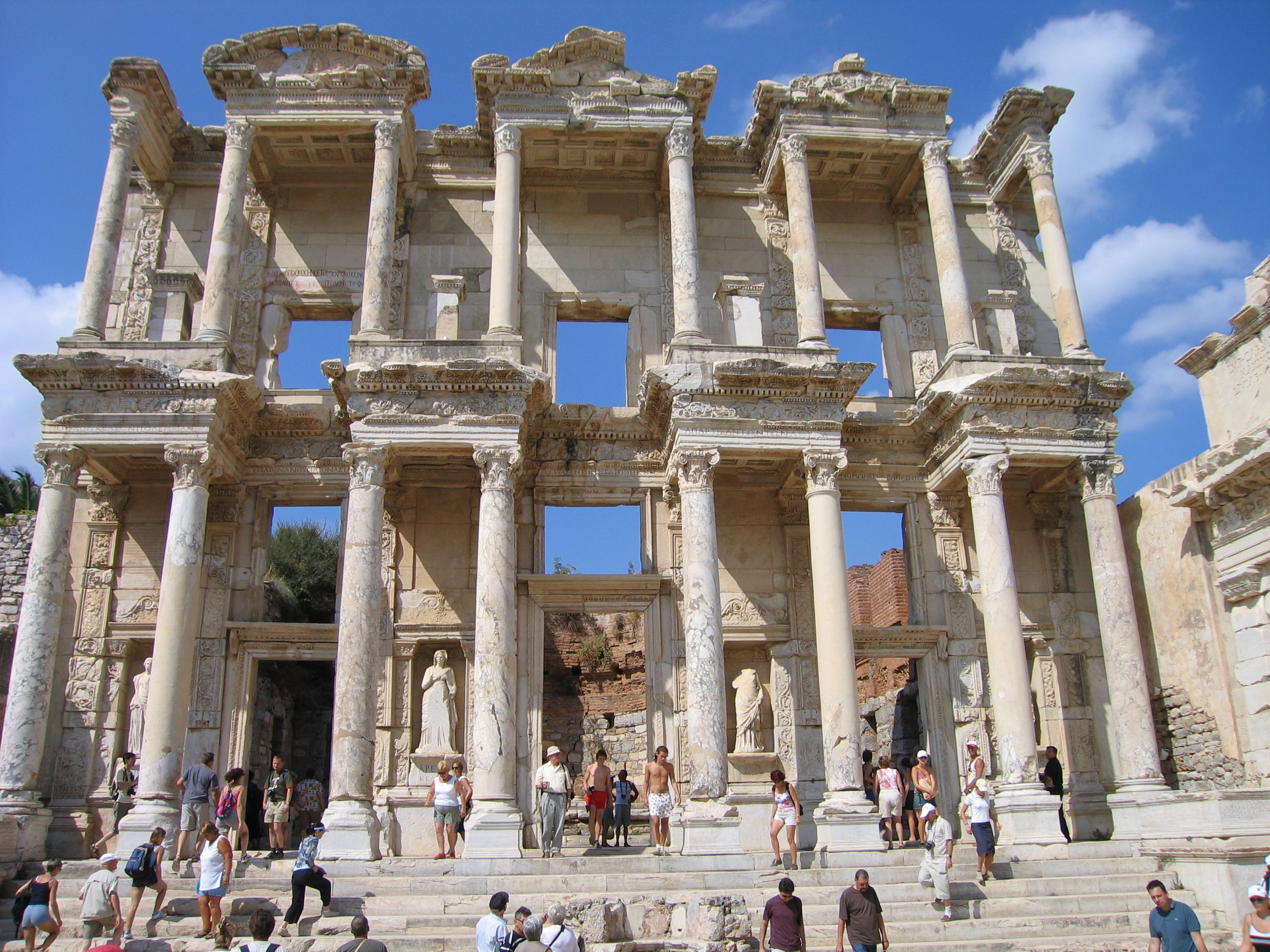
Celsus-Bibliothek, Ephesos

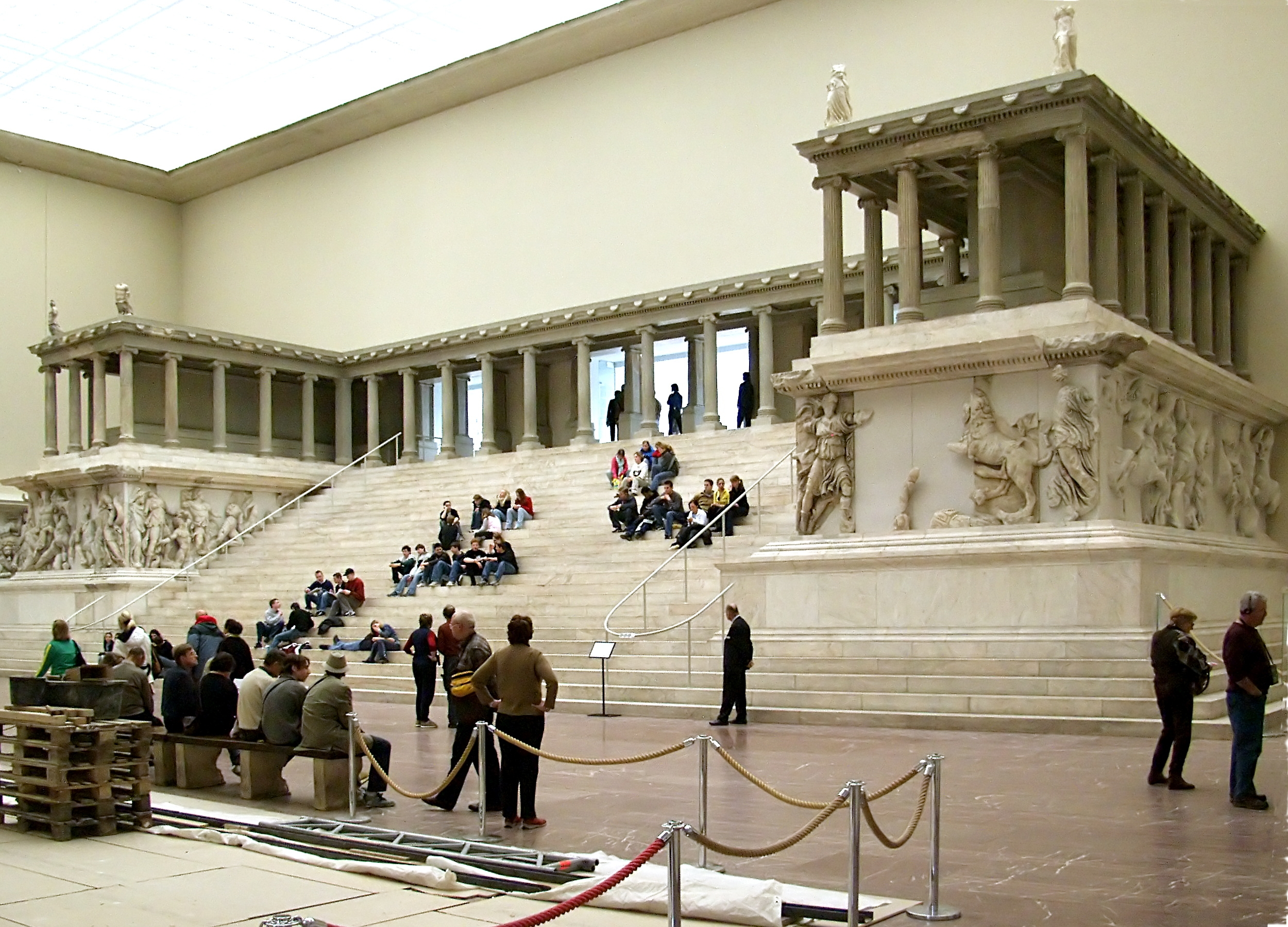
Pergamonaltar im Pergamonmuseum

Der Freizeitpark Minicity (auch Miniturkey) befindet sich in der türkischen Provinzhauptstadt Antalya im Ortsteil Konyaaltı. Er erstreckt sich über eine Fläche von 55 dönüm. Das entspricht etwa 50.000 m².
Bei den dort ausgestellten Miniaturmodellen handelt es sich um Nachbildungen berühmter architektonischer Werke der Türkei aus der Antike bis in die Neuzeit. Die Modelle wurden detailgetreu im Maßstab von 1:25 von einer Modellbauwerkstatt gefertigt, welche unter anderem auch die Modelle des Miniatürk in Istanbul gebaut hat.

## Miniaturmodelle
Es sind zurzeit ca. 90 Bauwerke ausgestellt. Hier eine kleine Auswahl:
- Theater von Aspendos
- Mausoleum von Halikarnassos
- Sultan-Ahmet-Moschee
- Hagi Sophia-Moschee
- Celsus-Bibliothek in Ephesos
- Die Kariye Camii in Istanbul
- Mevlana-Mausoleum
- Grünes Mausoleum, Bursa
- Hacı Bayram Moschee und Mausoleum
- Tempel der Artemis in Ephesos
- Beylerbeyi-Palast
- Apollon-Tempel in Side
- Athene-Tempel in Side

Koordinaten: 36° 52′ 38″ N, 30° 39′ 30″ O